# Кристи, Роберт
Роберт Фредерик Кристи (англ. Robert Frederick Christy; 14 мая 1916, Ванкувер, Канада — 3 октября 2012, Пасадина, Калифорния, США) — американский физик-теоретик, участвовавший в Манхэттенском проекте, астроном, президент Калифорнийского технологического института (в 1977—1978 годах).
Член Национальной академии наук США (1965), член Американского физического общества (1946).

## Биография
Роберт Фредерик Кристи родился 14 мая 1916 года в Ванкувере (Британская Колумбия, Канада), в семье Моисея Жака Коэна (Moise Jacques Cohen), инженера-электротехника, и Хэтти Альберты (в девичестве — Маккей, Hattie Alberta Mackay), учительницы. Своё первое имя — Роберт — он получил в честь двоюродного деда по материнской линии Роберта Вуда, а второе — Фредерик — в честь второго мужа бабки по материнской линии, Фредерика Александера Кристи. У него был старший брат Джон, родившийся в 1913 году. Его отец изменил 31 августа 1918 года семейную фамилию на Кристи. Через два месяца, 4 ноября, его убило электрическим током. Мать Роберта умерла после неудачной операции по поводу зоба в 1926 году. Кристи со своим братом перешли на воспитание Роберта Вуда, их бабушки Альберты Маккей и двоюродной бабки Мод Маккей (Maud Mackay).
В 1932 году Кристи окончил среднюю школу имени Маги (Magee High School), набрав наивысшую во всей провинции Британской Колумбии выпускную экзаменационную оценку. За это он был награждён Академической медалью Генерал-губернатора (Governor General’s Academic Medal), и, что было более важно в условиях ограниченных финансов семьи, право на бесплатное обучение в Университете Британской Колумбии. На ужине в честь награждения он познакомился с занявшей второе место Дагмар Элизабет фон Ливен (Dagmar Elizabeth von Lieven), с которой он затем встречался во время обучения в университете. В 1935 году он получил степень бакалавра искусств по математике и физике с наивысшим отличием, а в 1937 году — магистра искусств. Темой его диссертации была «Присоединение электронов и образование отрицательного иона кислорода» («Electron attachment and negative ion formation in oxygen»).
Следуя по пути своего друга Джорджа Волкова, который учился в Ванкувере всего на год старше, Кристи поступил в аспирантуру Калифорнийского университета в Беркли к Роберту Оппенгеймеру, одному из ведущих физиков-теоретиков США того времени. В 1941 году Кристи получил степень доктора философии и стал работать на факультете физики в Иллинойсском технологическом институте, однако часть времени он также был занят в Чикагском университете, где работал в проекте по созданию первого ядерного реактора (CP-1) у Энрико Ферми — последнему он был рекомендован Оппенгеймером как ценный теоретик.
Когда под руководством Оппенгеймера была образована Лос-Аламосская лаборатория, Кристи был одним из первых, кто присоединился к «Теоретической группе» Манхэттенского проекта. Роберт Кристи считается автором идеи, согласно которой цельная (непустая) субкритическая масса плутония может быть имплозивным взрывом сжата до сверхкритической, что было существенным упрощением по сравнению с ранними вариантами, требовавшими массы с полостью. Из-за этой идеи модель сплошной плутониевой бомбы (англ. solid-core plutonium model), применённой в испытании «Тринити», часто называется «штучка Кристи» (англ. Christy gadget).
После Лос-Аламоса Кристи некоторое время проработал на факультете физики Чикагского университета, но затем, по приглашению Оппенгеймера, который решил не продолжать учебную карьеру, перевёлся в Калифорнийский технологический институт. В нём он продолжил заниматься научно-учебной деятельностью, а также выполнять обязанности декана, проректора и действующего президента.
В 1960 году учёный обратил свой интерес к астрофизике, создав несколько первых практических численных моделей для описания звездных процессов. За свою работу Королевское астрономическое общество наградило его в 1967 году медалью Эддингтона. В 1980-х и 90-х годах Кристи участвовал в Комитете по дозиметрии Национального научно-исследовательского совета США, занимавшемся изучением фактических радиационных последствий бомбардировки Японии — для лучшего понимания медицинского риска радиационного облучения.
Роберт Кристи умер 3 октября 2012 года в своём доме в Пасадине. Он был одним из последних живущих людей, непосредственно участвовавших в Манхэттенском проекте. После себя учёный оставил жену, Джилиану, двух дочерей, двух сыновей и пять внуков.